# Atletika na Letních olympijských hrách 1904
Na letních olympijských hrách v roce 1904 bylo prezentováno dvacet pět atletických disciplín, a to všechno pouze pro muže. Celkem bylo uděleno 74 medailí (25 zlatých, 25 stříbrných, 24 bronzových).

## Muži
| Disciplína                 | Zlato | Stříbro | Bronz                                             |
| Běh na 60 metrů            | Archie Hahn · Spojené státy americké (USA)                                                                                     | William Hogenson · Spojené státy americké (USA)                                                                  | Fay Moulton · Spojené státy americké (USA)        |
| běh na 100 m               | Archie Hahn · Spojené státy americké (USA)                                                                                     | Nate Cartmell · Spojené státy americké (USA)                                                                     | William Hogenson · Spojené státy americké (USA)   |
| běh na 200 m               | Archie Hahn · Spojené státy americké (USA)                                                                                     | Nate Cartmell · Spojené státy americké (USA)                                                                     | William Hogenson · Spojené státy americké (USA)   |
| běh na 400 m               | Harry Hillman · Spojené státy americké (USA)                                                                                   | Frank Waller · Spojené státy americké (USA)                                                                      | Herman Groman · Spojené státy americké (USA)      |
| běh na 800 m               | James Lightbody · Spojené státy americké (USA)                                                                                 | Howard Valentine · Spojené státy americké (USA)                                                                  | Emil Breitkreutz · Spojené státy americké (USA)   |
| běh na 1500 m              | James Lightbody · Spojené státy americké (USA)                                                                                 | Frank Verner · Spojené státy americké (USA)                                                                      | Lacey Hearn · Spojené státy americké (USA)        |
| Maratonský běh             | Thomas Hicks · Spojené státy americké (USA)                                                                                    | Albert Corey · Spojené státy americké (USA)                                                                      | Arthur Newton · Spojené státy americké (USA)      |
| 110 m překážek             | Frederick Schule · Spojené státy americké (USA)                                                                                | Thaddeus Shideler · Spojené státy americké (USA)                                                                 | Lesley Ashburner · Spojené státy americké (USA)   |
| 200 m překážek             | Harry Hillman · Spojené státy americké (USA)                                                                                   | Frank Castleman · Spojené státy americké (USA)                                                                   | George Poage · Spojené státy americké (USA)       |
| 400 m překážky             | Harry Hillman · Spojené státy americké (USA)                                                                                   | Frank Waller · Spojené státy americké (USA)                                                                      | George Poage · Spojené státy americké (USA)       |
| Běh na 2590 m steeplechase | James Lightbody · Spojené státy americké (USA)                                                                                 | John Daly · Velká Británie (GBR)                                                                                 | Arthur Newton · Spojené státy americké (USA)      |
| Štafeta družstev 4 mile    | Spojené státy americké (USA) · New York AC · Arthur Newton · George Underwood · Paul Pilgrim · Howard Valentine · David Munson | Smíšené družstvo (ZZX) · Chicago AA · James Lightbody · Frank Verner · Lacey Hearn · Albert Corey · Sidney Hatch | nebyla udělena                                    |
| Skok daleký                | Meyer Prinstein · Spojené státy americké (USA)                                                                                 | Daniel Frank · Spojené státy americké (USA)                                                                      | Robert Stangland · Spojené státy americké (USA)   |
| Trojskok                   | Meyer Prinstein · Spojené státy americké (USA)                                                                                 | Fred Englehardt · Spojené státy americké (USA)                                                                   | Robert Stangland · Spojené státy americké (USA)   |
| Skok do výšky              | Samuel Jones · Spojené státy americké (USA)                                                                                    | Garrett Serviss · Spojené státy americké (USA)                                                                   | Paul Weinstein · Německo (GER)                    |
| Skok o tyči                | Charles Dvorak · Spojené státy americké (USA)                                                                                  | LeRoy Samse · Spojené státy americké (USA)                                                                       | Louis Wilkins · Spojené státy americké (USA)      |
| Skok do dálky z místa      | Ray Ewry · Spojené státy americké (USA)                                                                                        | Charles King · Spojené státy americké (USA)                                                                      | John Biller · Spojené státy americké (USA)        |
| Trojskok z místa           | Ray Ewry · Spojené státy americké (USA)                                                                                        | Charles King · Spojené státy americké (USA)                                                                      | Joseph Stadler · Spojené státy americké (USA)     |
| Skok do výšky z místa      | Ray Ewry · Spojené státy americké (USA)                                                                                        | Joseph Stadler · Spojené státy americké (USA)                                                                    | Lawson Robertson · Spojené státy americké (USA)   |
| Vrh koulí                  | Ralph Rose · Spojené státy americké (USA)                                                                                      | Wesley Coe · Spojené státy americké (USA)                                                                        | Lawrence Feuerbach · Spojené státy americké (USA) |
| Hod diskem                 | Martin Sheridan · Spojené státy americké (USA)                                                                                 | Ralph Rose · Spojené státy americké (USA)                                                                        | Nicolaos Georgandas · Řecko (GRE)                 |
| Hod kladivem               | John Flanagan · Spojené státy americké (USA)                                                                                   | John DeWitt · Spojené státy americké (USA)                                                                       | Ralph Rose · Spojené státy americké (USA)         |
| Hod břemenem – 56 liber    | Étienne Desmarteau · Kanada (CAN)                                                                                              | John Flanagan · Spojené státy americké (USA)                                                                     | James Mitchell · Spojené státy americké (USA)     |
| Trojboj                    | Max Emmerich · Spojené státy americké (USA)                                                                                    | John Grieb · Spojené státy americké (USA)                                                                        | William Merz · Spojené státy americké (USA)       |
| Desetiboj                  | Tom Kiely · Velká Británie (GBR)                                                                                               | Adam Gunn · Spojené státy americké (USA)                                                                         | Thomas Hare · Spojené státy americké (USA)        |

## Medailové pořadí
| Umístění | Stát                   | Zlato | Stříbro | Bronz | Celkem |
| -------- | ---------------------- | ----- | ------- | ----- | ------ |
| 1        | Spojené státy americké | 23    | 23      | 22    | 68     |
| 2        | Velká Británie         | 1     | 1       | 0     | 2      |
| 3        | Kanada                 | 1     | 0       | 0     | 1      |
| 4        | Smíšené družstvo       | 0     | 1       | 0     | 1      |
| 5        | Německo                | 0     | 0       | 1     | 1      |
| 5        | Řecko                  | 0     | 0       | 1     | 1      |
| *        | Celkem                 | 25    | 25      | 24    | 74     |